# Elyria (Ohio)
Elyria è una città degli Stati Uniti d'America, nella Contea di Lorain, nello Stato dell'Ohio.
È situata nel nord-est dello Stato, presso il fiume Black River, immediatamente a sud di Lorain.